# Långtjärnen (Tärna socken, Lappland, 730713-145376)
Långtjärnen är en sjö i Storumans kommun i Lappland och ingår i Umeälvens huvudavrinningsområde. Sjön har en area på 0,037 kvadratkilometer och ligger 669 meter över havet. Långtjärnen ligger i Vindelfjällen Natura 2000-område.

## Delavrinningsområde
Långtjärnen ingår i det delavrinningsområde (730855-145236) som SMHI kallar för Inloppet i Tängvattnet. Medelhöjden är 724 meter över havet och ytan är 21,87 kvadratkilometer. Räknas de 4 avrinningsområdena uppströms in blir den ackumulerade arean 60,23 kvadratkilometer. Tängvattsbäcken som avvattnar avrinningsområdet har biflödesordning 2, vilket innebär att vattnet flödar genom totalt 2 vattendrag innan det når havet efter 411 kilometer. Avrinningsområdet består mestadels av skog (31 procent) och kalfjäll (62 procent). Avrinningsområdet har 0,19 kvadratkilometer vattenytor vilket ger det en sjöprocent på 0,9 procent.